# Władysław Szczepański (duchowny)
Władysław Szczepański SJ (ur. 20 maja 1877 w Białej, zm. 30 maja 1927 w Innsbrucku) – polski duchowny, biblista, archeolog i orientalista (palestynolog), profesor Papieskiego Instytutu Biblijnego w Rzymie i Uniwersytetu Warszawskiego.

## Życiorys
Polski jezuita i badacz wschodu. Święcenia kapłańskie przyjął w Krakowie w 1903. Jego wyprawy badawcze zaowocowały szeregiem prac naukowych z orientalistyki i archeologii. Przez dziewięć lat był wykładowcą palestynologii w Rzymie, a następnie (od 1918) archeologię i Pismo Święte na Uniwersytecie Warszawskim. Był autorem pierwszego, katolickiego przekładu Ewangelii i Dziejów Apostolskich z języków oryginalnych na język polski.
Zmarł w drodze do Jerozolimy, gdzie miał objąć kierownictwo nowego Instytutu Biblijnego.

## Publikacje (wybrane)
- Przemówił Jahwe... (Job. 38,2-40,5), Druk W.L. Anczyca i Sp. - Nakład autora, Kraków, 1911
- Geographia historica Palestinae antiquae, 1912[2]
- Palestyna przedhistoryczna, 1912
- Bóg – człowiek w opisie ewangelistów. Nowy, synoptyczny przekład czterech ewangelii w jednej na podstawie tekstu greckiego z objaśnieniami., Rzym, 1914
- Jeruzalem i Jerycho w świetle dziejów i wykopalisk – cztery odczyty, wyd. Gebethner i Sółka w Krakowie, 1917
- Najstarsze cywilizacje wschodu klasycznego – Egipt wyd. Zakład Narodowy Imienia Ossolińskich, 1922
- Najstarsze cywilizacje wschodu klasycznego – Babilon wyd. Książnica Polska, Warszawa – Lwów, 1923
- Egea i Hatti, 1923
- Palestyna po wojnie światowej, 1924
- Jezus z Nazaretu w świetle krytyki, 1925
- Impedimenta matrimonialia apud Hebraeos et in jure canonico, 1925